# Cyril Svoboda
Pour les articles homonymes, voir Svoboda.

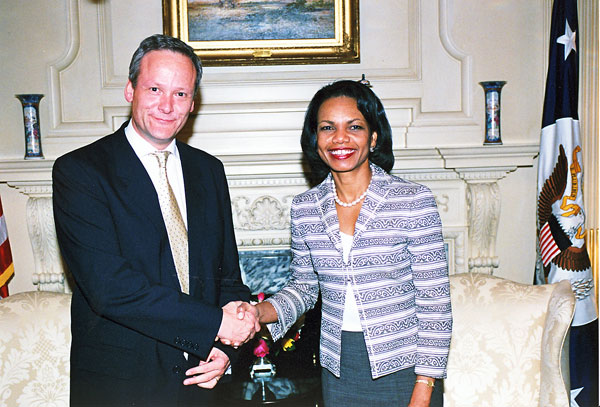
Cyril Svoboda et Condoleezza Rice, le 16 mai 2006.

Cyril Svoboda (né le 25 novembre 1956 à Prague) est un homme politique tchèque, ministre des Affaires étrangères de 2002 à 2006 et vice-Premier ministre de juillet 2002 à août 2004. Il est membre du parti Union chrétienne démocrate - Parti populaire tchécoslovaque (démocrate-chrétien).
Le 29 octobre 2004, il fait partie des signataires de la Constitution pour l'Europe.
Lors de la crise internationale des caricatures de Mahomet, Cyril Svoboda, dénonce comme « inadéquat » le boycott des produits danois décrétés par plusieurs pays musulmans.
À la suite de la défaite du parti démocrate-chrétien aux élections de 2010, Cyril Svoboda se retire de la vie politique et fonde l'Académie diplomatique à Prague en 2011.

## Postes politiques
- janvier 1998 - juillet 1998 : ministre de l'intérieur de la République tchèque
- mai 2001 - novembre 2003 : président du parti Křesťanská a demokratická unie - Československá strana lidová (démocrate-chrétien)
- 1998 - 2002 : président du comité des pétitions de la Sněmovna (chambre basse du parlement tchèque)
- juillet 2002 - 16 août 2006 : ministre des affaires étrangères de la République tchèque
- juillet 2002 - août 2004 : vice-premier ministre de la République tchèque
- janvier-mai 2009 : ministre du développement régional

## Distinctions
Officier de la Légion d'honneur. Le 15 janvier 2012, Cyril Svoboda a reçu la Légion d'honneur (officier) des mains de l'ambassadeur de France en République tchèque, Pierre Lévy.
Le 14 avril 2005, Cyril Svoboda a reçu le Prix de la personnalité politique européenne des étudiants de Sciences-Po, prix organisé et remis par l'association Visages d'Europe, créée par huit étudiants de Sciences-Po (dont Mathilde Le Frapper, Pascal Hougron, Patrick Lâm Lê, Marie-Astrid Pannier).